# Inazuma (1932)
El Inazuma (電 relámpago?) fue el cuarto y último destructor de la clase Akatsuki. Sirvió en la Armada Imperial Japonesa durante la segunda guerra sino-japonesa y la Segunda Guerra Mundial. 

## Historia
Fue botado en febrero de 1932 desde los astilleros Fujinagata y asignado en noviembre de ese mismo año.
En los comienzos de las hostilidades con Estados Unidos fue asignado a la 6a. división de destructores con base en Terashima.
El 8 de diciembre de 1941 asistió al crucero Izuzu en el hundimiento de los buques británicos auxiliares HMS Cicada y HMS Robin en el puerto de Hong Kong.
El 20 de enero de 1942 colisionó con el buque carguero Sendai Maru y tuvo que ser asistido por el crucero Akashi.
El 1 de marzo de 1942, en el Estrecho de la Sonda torpedeó al  crucero pesado británico Exeter dejándolo sin propulsión, poco más tarde este sería hundido por la aviación japonesa.
El 3 de marzo rescató a 151 sobrevivientes del  USS Pope para ser transferidos con destino a un campo de concentración.
El 4 de julio de 1942 estando en patrulla en las Islas Aleutianas rescata a 38 sobrevivientes del destructor Nenohi y se dirige a Yokosuka.
Entre el 14 y 15 de noviembre de 1942 participa en la  segunda batalla por Guadalcanal dañando al USS Gwing.
En noviembre de 1943 participa en la escolta de convoyes entre Truk y Yokosuka y participa en el rescate de sobrevivientes del transporte Hiyoshi Maru y del tanquero Terukawa Maru.
El 14 de mayo de 1944, mientras escoltaba un convoy de tres petroleros desde Manila a Balikpapan junto a otros dos destructores de escolta, fue alcanzado por un torpedo lanzado desde el submarino USS Bonefish. Curiosamente, el objetivo del submarino era uno de los petroleros, al que alcanzó con dos de los torpedos lanzados, pero el tercero impactó en el Inazuma, hundiéndolo en la posición (05°08′N 119°38′E / 5.133, 119.633) con 125 sobrevivientes los que son rescatados por el destructor  Hibiki.